# Todor Aleksandrov

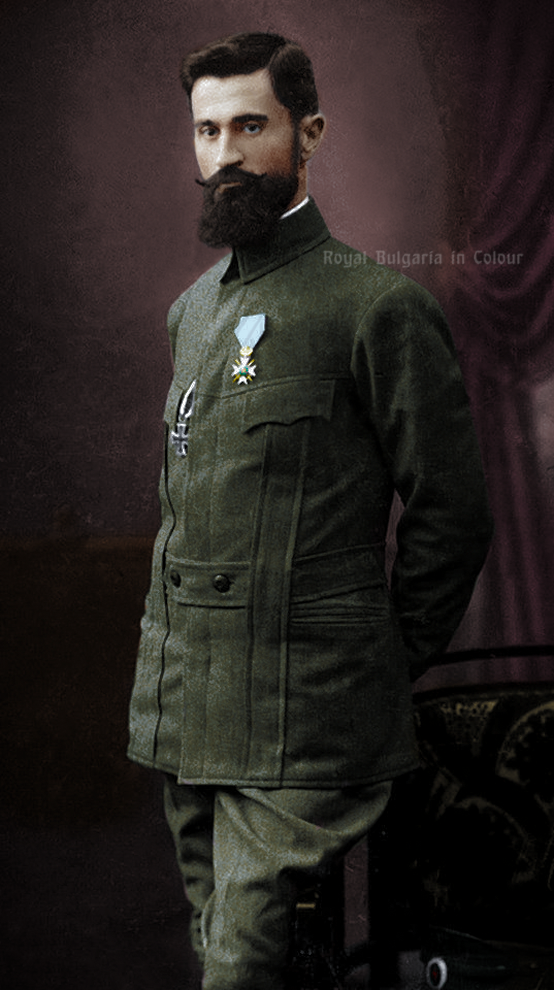
Todor Alexandrov en uniforme bulgare pendant la Première Guerre mondiale

Todor Aleksandrov (en macédonien : Тодор Александров) est un révolutionnaire  bulgare, né le 4 mars 1881 à Novo Selo, près de Štip (aujourd'hui en Macédoine du Nord) et décédé le 31 août 1924 à Sugarevo (Bulgarie).
Chef du mouvement révolutionnaire macédonien en Macédoine, il est l'un des fondateurs des Comités révolutionnaires macédoniens d'Andrinople-Macédoine (BMARC) et de l'Organisation révolutionnaire intérieure macédonienne (ORIM), des groupes rebelles actifs en Macédoine ottomane et en Thrace à la fin du XIXe siècle et au début du XXe siècle.

## Biographie
Dans le cadre de guerres de factions au sein de l'ORIM, il fait assassiner Naum Tiufekchiev le 25 février 1916 à Sofia, en Bulgarie.

## Références

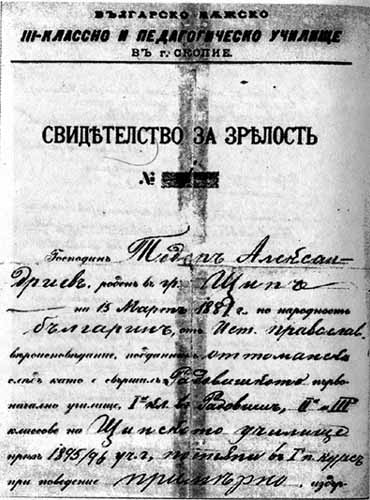
Certificat de maturité (baccalauréat) de Todor Aleksandrov (1898).